# Luis Fernando Iglesias
Luis Fernando Iglesias Herrero (Montevideo, 13 de enero de 1958) es un escritor, abogado, docente y periodista uruguayo.

## Biografía
Nació en Montevideo, lugar donde vivió casi toda su vida, con intervalos donde habitó en Colonia del Sacramento, Buenos Aires y San José de California. Graduado como Doctor en Derecho y Ciencias Sociales en la Facultad de Derecho de la Universidad de la República en 1984. Desde 1999 a 2022 ejerció la docencia en la Universidad Católica del Uruguay y desde 1999 a la fecha en la Universidad de Montevideo integrando en ambos casos la cátedra de Informática jurídica hoy denominada Derecho de las Nuevas Tecnologías. Desde 2019 integra la cátedra de Derecho de la Cultura en Claeh y desde 2023 dicta el curso de Marco jurídico del Audiovisual en la Escuela de Cine del Uruguay.  
Su carrera de escritor comienza en 1998 al obtener el premio Pelota de Papel (Editorial Santillana Fundación Bank Boston). Ha publicado las novelas "El tiempo es una gran mentira" (2022) y "El hombre que despertaba" (2013) ambas premiadas en los Premios Nacionales de Literatura del MEC. Los libros de cuentos "Razones de la pelota" (2019), "Todas las cosas deben suceder" (2012) e "Historias infieles" (2010) ambos premiados en los Premios Nacionales de Literatura del MEC y "Canciones de otoño" (2005) ganador del Gran Premio Narradores de la Banda Oriental.  Desde 2006 es colaborador del Cultural de El País y dirige la Revista Cultural El Derecho Digital. También ha colaborado con los semanarios º100, El Pueblo de Santa Lucía, el diario Clarín de Buenos Aires y El Día Digital. 
Su novela "El hombre que despertaba" fue seleccionada para integrar el catálogo Books from Uruguay de 2014 y en 2011 fue finalista del Premio Juan Rulfo, organizado por Radio Francia Internacional, con el cuento "Todas las cosas deben suceder". Desde 2016 produce y conduce el programa "Historias de música" en Radio Cultura, Medios Públicos de Uruguay. Desde 2023 produce y modera las tertulias sobre varios temas culturales denominadas Perifoneos del SODRE.

## Obra
- 2025, Delitos Menores. El encanto de lo breve en la literatura uruguaya (Cuento: Papeles) (Astromulo)
- 2022, El tiempo es una gran mentira (Novela) (Alfaguara)[4]
- 2019, Razones de la pelota (Cuentos) (Alfaguara)[1]
- 2018, Ideación/Psiglo (Colección Discos) (Estuario)
- 2018, 25/40 Narradores de la Banda Oriental (Cuento: Hombres de blanco) (Banda Oriental)
- 2017, SAUDU (Historia de la Sociedad de Agricultores Unidos del Uruguay) (Terare)
- 2017, En otras palabras. Saché. Camino blanco (Relato: El Adivino) (MAPI - Intendencia de Montevideo)
- 2016, Once cuentos de fútbol (Cuento: Un jugador de raza) (Claeh - Túnel)
- 2015, El arte de contar. Antología del cuento uruguayo (Cuento: Todas las cosas deben suceder) (Alfaguara)
- 2015, Erótica (Cuento: Un buen par de balazos) (Estuario)
- 2013, El hombre que despertaba (Novela) (Hum)
- 2013, Fóbal (Cuento: No es así, pibe) (Estuario Editora)
- 2013, Estadio Uno. La Historia. (Terare)
- 2012, Todas las cosas deben suceder (Cuentos) (Estuario Editora)
- 2011, Puglia Invita - 20 años (Sergio Puglia - Luis Fernando Iglesias) (Terare)
- 2010, Historias infieles (Cuentos) (Estuario Editora)
- 2007, Federico (Biografía de Federico García Vigil) (Terare)
- 2006, Antología de poesía y cuento corto (Cuento: Papeles) (Intendencia Municipal de Durazno)
- 2005, Canciones de otoño (Cuentos) (Ediciones de la Banda Oriental)
- 2000, Los abogados cuentan (Cuento: Riñas y disputas) (Colegio de Abogados del Uruguay)
- 1999, Pelota de papel (Cuento: El hincha por la ventana) (Aguilar)

## Reconocimientos
- 2021, 2.o Premio: Premio Nacional Anual de Literatura del MEC (Ministerio de Educación y Cultura) en Categoría Narrativa Inédita por la novela "Puerto Conchillas".
- 2019, Nominado a los Premios Graffiti 2019, Categoría Mejor Libro sobre Música Uruguaya, por "Ideación/Psiglo".
- 2012, 1.er Premio: Premio Nacional Anual de Literatura del M.E.C (Ministerio de Educación y Cultura) en Categoría Narrativa Inédita por la novela "El hombre que despertaba".[2]
- 2011, Finalista del Premio Juan Rulfo (Radio Francia Internacional) con el cuento "Todas las cosas deben suceder"
- 2008, 1.er Premio: Premio Nacional Anual de Literatura del MEC (Ministerio de Educación y Cultura) en Categoría Narrativa Inédita por el libro "Todas las cosas deben suceder".[1]
- 2006, 3.er Premio: Premio Nacional Anual de Literatura del MEC (Ministerio de Educación y Cultura) en Categoría Narrativa Inédita (2006) y Mención de Honor en Categoría Narrativa Édita por el libro "Historias infieles".[5]
- 2004, Gran Premio (Medalla Morosoli de oro): XII Premio Nacional de Narrativa "Narradores de la Banda Oriental" (Ediciones de la Banda Oriental, Fundación Lolita Rubial e Intendencia Municipal de Lavalleja) y Mención de Honor en Premio Nacional Anual de Literatura del Ministerio de Educación y Cultura Categoría Narrativa Édita por el libro "Canciones de otoño".
- 2005, 1.er Premio: Concurso Literario Sociedad de la Ciencia, la Cultura y el Conocimiento (Editorial Génesis, Fundación Argentina de Planeamiento), Mención de Honor en el género Narrativa: Concurso Literario Municipal (Intendencia Municipal de Montevideo) y Mención de Honor: Premio Anual de Literatura del MEC (Ministerio de Educación y Cultura) Categoría Narrativa Inédita por el libro "Mentiras Pequeñas". (Inédito)
- 2004, 2.º Premio: Primer Certamen Nacional de Poesía y Cuento Breve: "Durazno Corazón Cultural de los Orientales" (Intendencia Municipal de Durazno) por el cuento "Papeles".
- 2004, 3.er Premio y Mención Honorífica: I Concurso Literario para Profesionales (Asociación de Afiliados de la Caja de Jubilaciones y Pensiones de Profesionales Universitarios) por los cuentos "Patio de noche" y "Todas las cosas deben suceder".
- 2003, 1.er Premio: V Concurso de Literatura género Cuentos (Colegio de Abogados del Uruguay) por el cuento "El impermeable".
- 2002, Mención Honorífica en la categoría Cuentos: II Concurso Literario de Cuentos y Poesía de la Facultad de Derecho y Ciencias Sociales por el cuento "Fin de semana".
- 1999, 2.º Premio: III Concurso de Literatura género Cuentos (Colegio de Abogados del Uruguay) por el cuento "Riñas y disputas".
- 1998, 1.er Premio: Concurso Pelota de papel, cuentos del fútbol (Editorial Santillana y Fundación Banco de Boston por el cuento  "El hincha por la ventana").[1]